# The Sun Comes Out Tonight
The Sun Comes Out Tonight è il sesto album in studio del gruppo musicale statunitense Filter, pubblicato nel 2013.

## Tracce
1. We Hate It When You Get What You Want – 3:47
2. What Do You Say – 3:48
3. Surprise – 4:19
4. Watch the Sun Come Out Tonight – 4:05
5. It's Got to Be Right Now – 3:19
6. This Finger's for You – 3:52
7. Self Inflicted – 3:18
8. First You Break It – 3:36
9. Burn It – 4:22
10. Take That Knife Out of My Back – 3:41
11. It's My Time – 3:25
12. It's Just You – 4:11

## Formazione
- Richard Patrick - voce, chitarra, basso, programmazioni
- Jonathan Radtke - chitarra, basso, cori